# Ten Reasons
Pour plus de détails, voir Fiche technique et Distribution.
Ten Reasons est un court métrage lituanien écrit et réalisé par Andrius Blaževičius et sorti en 2011.
Le film aborde le thème de la jeunesse lituanienne dans les années 2000, l'aliénation et les problèmes identitaires après la libération de la Lituanie, indépendante depuis 1991.

## Synopsis
Vytas, interprété par Marius Repsys, réside dans un bloc, un regroupement d'immeubles coupés du monde, et il est tout aussi ennuyeux que son voisinage. Bien que le jeune homme ait dépassé la vingtaine, il vit toujours avec ses parents et passe ses journées devant la télévision. Ona, interprétée par Gelmine Glemzaite, la petite amie de Vytas, est un peu différente. Indépendante, elle sait ce qu'elle aime, ce qu'elle n'aime pas et a ses amis, dont un qu'elle voit de plus en plus souvent. Une ombre s'abat sur le quotidien simple de Vytas et le pousse à chercher la vérité dans le labyrinthe urbain de son quartier.

## Fiche technique
- Titre international : Ten Reasons
- Titre original : Desimt priezasciu
- Réalisation : Andrius Blaževičius
- Scénario : Andrius Blaževičius, Teklė Kavtaradzė
- Photographie : Linas Dabriska
- Montage : Andrius Blaževičius, Ieva Veiveryte
- Casting : Marija Kavtaradze, Kristina Kolyte
- Costumes : Terese Deduraite
- Décors : Audrius Dumikas
- Production : Marija Razgutė, Skaiste Matijosiute
- Sociétés de production : M-Films
- Pays de production : Lituanie
- Langue originale : lituanien
- Format : couleur
- Genre : drame
- Durée : 29 minutes
- Dates de sortie : Mars 2011 (Lituanie)

## Distribution
- Marius Repsys : Vytas
- Gelmine Glemzaite :  Ona
- Arvydas Dapsys : Vytas' father
- Nele Savicenko : Vytas' mother

## Production
Ten reasons est le sixième film de Andrius Blaževičius, première des trois collaborations cinématographiques de réalisateur et de la productrice Marija Razgutė (M-Films).
Ce film présente le quotidien et la réalité lituanienne d'après libération de 1991 décrit par un protagoniste se sentant étranger à cette nouvelle vie. Le réalisateur met l'accent sur les relations humaines, l'aliénation et la jalousie influencées par le monde du divertissement et de la technologie.
On retrouve la chanson Ten Reasons du groupe lituanien 69 Dangujue dans ce court métrage.

## Distinctions
- Forum du cinéma européen Scanorama 2011: Prix du meilleur court métrage
- Bourse TEO LT 2011 : Prix du meilleur court métrage
- Prix Lituanien du Cinéma 2012 : Prix du meilleur court métrage, Prix du meilleur acteur (Marius Repsys), Nomination au meilleur projet de l'année.